# 15 septembrie
ianuarie • februarie • martie  • aprilie  • mai  • iunie  • iulie  • august  • septembrie  • octombrie  • noiembrie  • decembrie
15 septembrie este a 258-a zi a calendarului gregorian și a 259-a zi în anii bisecți. Mai sunt 107 zile până la sfârșitul anului.

## Evenimente

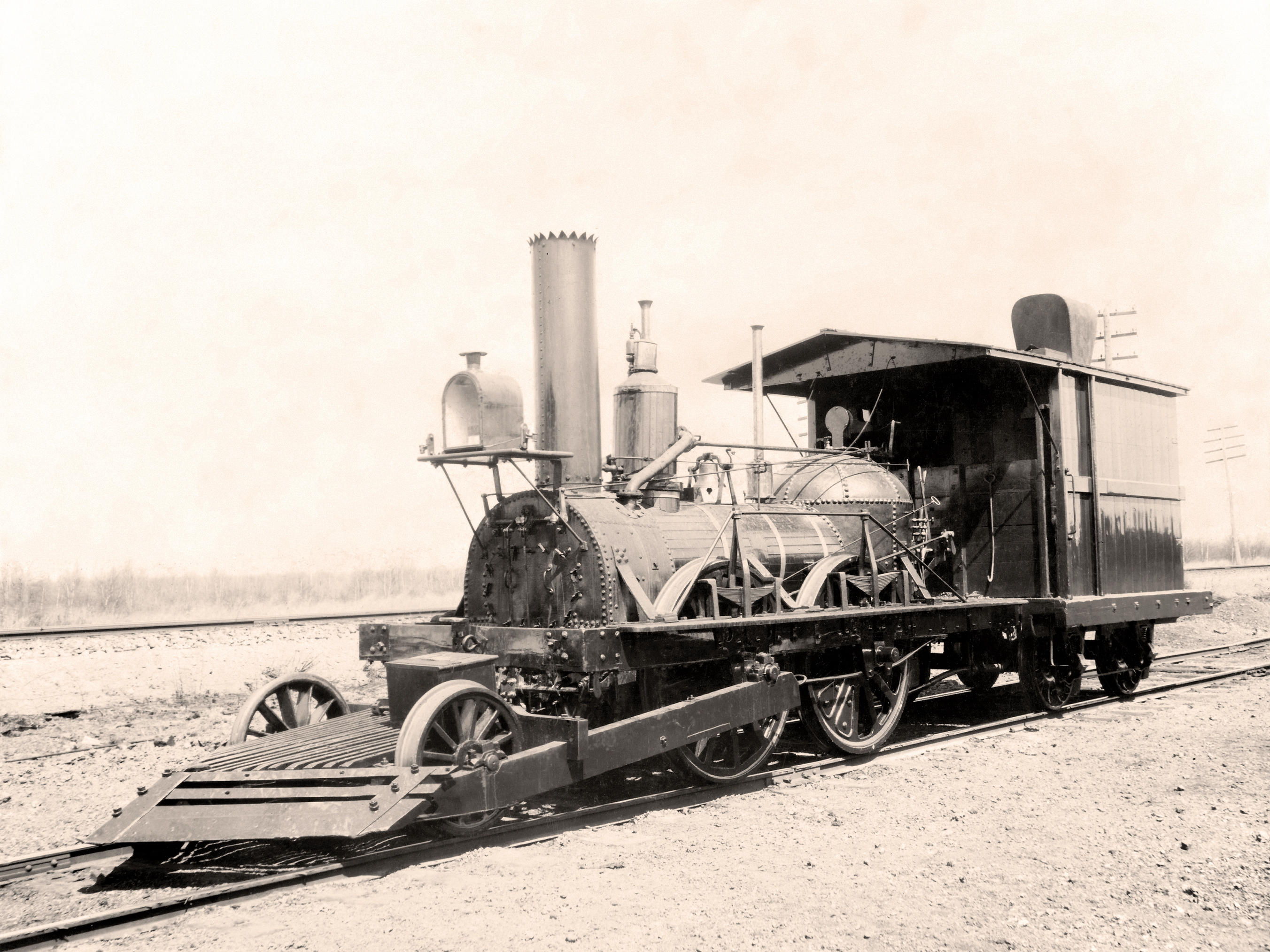
1831: În New Jersey, a circulat pentru prima oară locomotiva John Bull, cea mai veche locomotivă cu abur din lume încă în funcțiune.

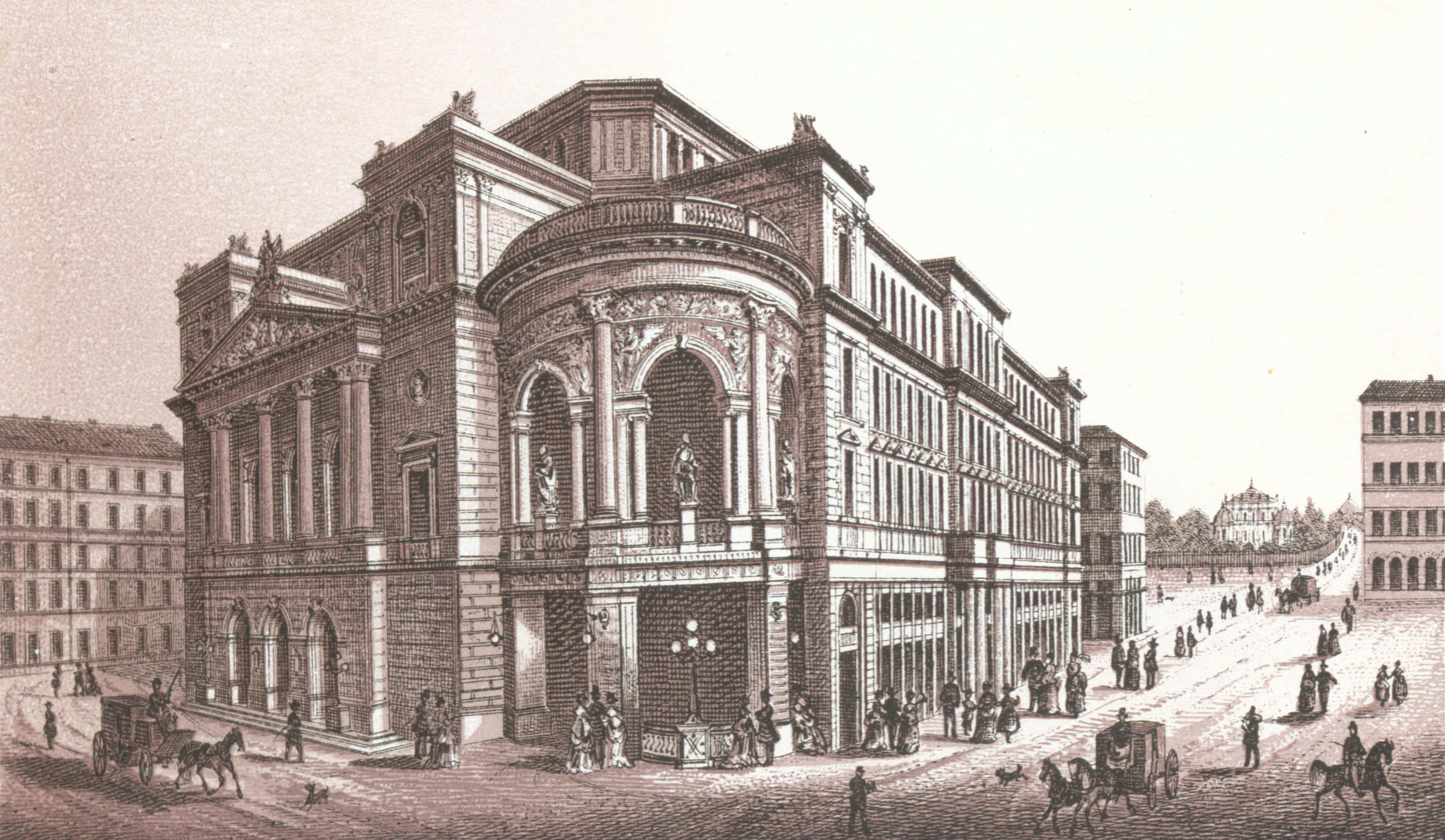
1872: Se deschide Teatrul din Viena

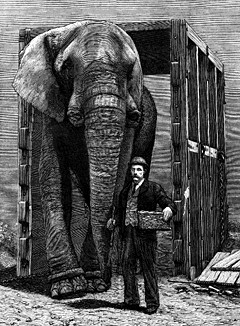
1885: Faimosul elefant de circ Jumbo este lovit de o locomotivă în timp ce era transbordat la St. Thomas, Ontario.

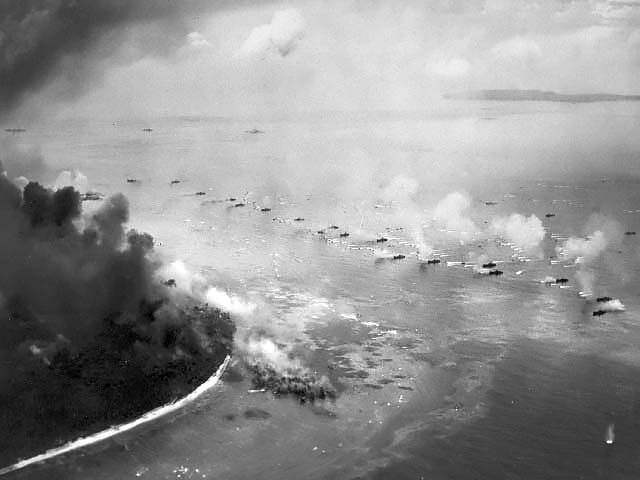
1944: Începe Bătălia de la Peleliu între Statele Unite și Japonia pe teatrul Pacific al celui de-al Doilea Război Mondial, terminată la sfârșitul lunii noiembrie cu victorie americană. A fost denumită "cea mai amară bătălie a războiului pentru pușcașii marini".

- 1353: Împăratul Carol al IV-lea de Luxemburg și regele Ungariei Ludovic I  încheie acordul de succesiune pentru tronul Ungariei.
- 1486: Din ordinul lui Ștefan cel Mare, domnul Moldovei (1457-1504), a început construcția unui nou palat domnesc la Hârlau.
- 1521: Domnitorul Țării Românești Neagoe Basarab moare și este urmat de fiul său, Teodosie.
- 1538: Instaurarea dominației otomane asupra Moldovei. Ștefan Lăcustă a fost numit domn de către sultan. Va domni până în 1540.
- 1644: Este ales ca suveran pontif Inocențiu al X-lea (Giambattista Pamfili).
- 1653: Sfântul Ierarh Iosif cel Nou de la Partoș, Mitropolitul Timișoarei, ocrotitorul Banatului și ocrotitorul spiritual al pompierilor, a realizat o serie de minuni, între care și salvarea orașului Timișoara, de la un puternic incendiu provocat de armata otomană.
- 1697: Electorul Frederic August I de Saxonia este încoronat ca rege al Poloniei sub numele de August al II-lea al Poloniei.
- 1774: A început prima domnie a lui Alexandru Ipsilanti în Țara Românească (1774-1782); a reaorganizat fiscalitatea și administrația, iar în domeniul justiției, a promulgat un nou cod de legi – „Pravilniceasca condică" .
- 1806: Armatele franceze predau Bavariei orașul liber imperial Nürnberg.
- 1812: Trupele ruse, în retragere, incendiază orașul Moscova în fața armatei lui Napoleon.
- 1821: Guatemala, El Salvador, Honduras, Nicaragua și Costa Rica își declară independența față de Spania.
- 1830: Este inaugurată în Anglia linia de cale ferată Liverpool-Manchester, prima cale ferată din lume.
- 1831: În New Jersey, a circulat pentru prima oară locomotiva John Bull, cea mai veche locomotivă cu abur din lume încă în funcțiune.
- 1835: În timpul celei de-a doua călătorii pe HMS Beagle, Charles Darwin a ajuns în insulele Galápagos.
- 1872: Teatrul din Viena, construit de arhitecții Ferdinand Fellner cel Bătrân și Ferdinand Fellner cel Tânăr pentru o companie privată condusă de jurnalistul Max Friedländer și de dramaturgul și regizorul Heinrich Laube, se deschide cu piesa Demetrius de Schiller.
- 1885: Probabil din cauza unei defecțiuni a comutatorului, faimosul elefant de circ Jumbo al showman-ul american Phineas Taylor Barnum, este lovit de o locomotivă în timp ce era transbordat la St. Thomas, Ontario.
- 1890: Debutează amplele lucrări de regularizare a cursului Dunării la Porțile de Fier.
- 1894: Primul Război Chino-Japonez: Japonia învinge China în Bătălia de la Pyongyang.
- 1905: 100.000 de oameni au demonstrat la Budapesta pentru introducerea votului universal. În Ungaria, doar un milion din 20 de milioane de cetățeni aveau drept de vot.
- 1916: Primul Război Mondial: Tancurile sunt folosite pentru prima dată în bătălie[2] - Bătălia de pe Somme, 49 de tancuri britanice.
- 1924: România: Începe Răscoala de la Tatarbunar.
- 1935: Liderul nazist Adolf Hitler anunță noi legi rasiale la adunarea Partidului Nazist de la Nürnberg. Aceste legi privau evreii de a fi titularii unor funcții publice, căsătoriile între evrei și non-evrei sunt interzise. Svastica este utilizată, în loc de steagul negru-roșu-auriu, ca drapel național al Imperiului German.
- 1944: Începe Bătălia de la Peleliu între Statele Unite și Japonia pe teatrul Pacific al celui de-al Doilea Război Mondial, terminată la sfârșitul lunii noiembrie cu victorie americană. A fost denumită "cea mai amară bătălie a războiului pentru pușcașii marini".[1]
- 1946: Abolirea monarhiei și proclamarea Republicii Populare Bulgare. Gheorghe Dimitrov a fost ales președinte al Consiliului de Miniștri.
- 1949: Konrad Adenauer devine primul cancelar federal al Germaniei.
- 1959: La Brașov se încheie procesul scriitorilor germani. Cinci scriitori transilvăneni de limbă germană, Andreas Birkner, Wolf von Aichelburg, Georg Scherg, Hans Bergel și Harald Siegmund sunt condamnați pentru "infracțiunea de instigare împotriva ordinii sociale și agitație" la un total de 95 de ani de muncă silnică, confiscarea averilor și anularea drepturilor civile.
- 1959: Nikita Hrușciov devine primul lider sovietic care vizitează Statele Unite. Se întâlnește cu președintele american Dwight D. Eisenhower.
- 1973: Carl XVI Gustaf devine rege al Suediei.
- 1982: Liderul OEP Yasser Arafat are o audiență privată cu Papa Ioan Paul al II-lea.
- 2000: În Sydney, Australia, se deschide cea de-a XXVII a ediție a Jocurilor Olimpice de Vară.
- 2005: Seara de vis a fotbalului românesc: Steaua București învinge cu 3-0 pe Valerenga, în deplasare. Dinamo București învinge cu 5-1 pe Everton, acasă. Rapid București face 1-1 cu Feyenoord, care în retur a fost un avantaj pentru echipa românească.
- 2008: Trupa britanică Queen cu Paul Rodgers solist scoate primul său album de studio, The Cosmos Rocks.
- 2008: Corporația americană Lehman Brothers, grav lovită de criza bancară și financiară globală, depune faliment, listând datorii de circa 613 miliarde dolari, cea mai mare declarație de faliment din istoria Statelor Unite.[3]
- 2012: Se închide postul de televiziune TVR Cultural.
- 2013:  La București a 15-a zi consecutivă de proteste; 10.000 de protestatari au cerut retragerea proiectului de lege care reglementează exploatarea minereurilor din perimetrul Roșia Montană, anularea contractului cu Roșia Montană Gold Corporation (RMGC), interzicerea exploatărilor cu cianuri în România, introducerea zonei Roșia Montană în patrimoniul UNESCO și demiterea celor patru inițiatori ai proiectului de lege.[4] Proteste împotriva proiectului au avut loc  în mai multe orașe mari ale României și în diaspora.

## Nașteri
- 1533: Ecaterina de Austria, regină a Poloniei (d. 1572)
- 1613: François de La Rochefoucauld, autor francez (d. 1680)
- 1666: Sofia Dorothea de Celle, soția regelui George I al Marii Britanii (d. 1726)
- 1736: Jean Sylvain Bailly, astronom francez (d. 1793)
- 1789: James Fenimore Cooper, scriitor american (d. 1851)
- 1800: Paul Friedrich, Mare Duce de Mecklenburg-Schwerin (d. 1842)

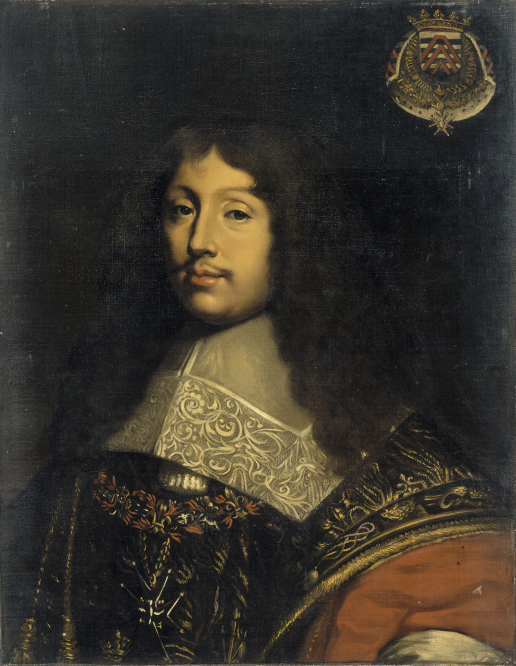
François de La Rochefoucauld, autor francez
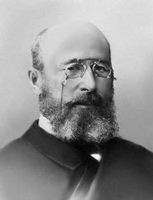
Aleksandr Butlerov, chimist rus, membru al Academiei de Științe din Sankt Petersburg
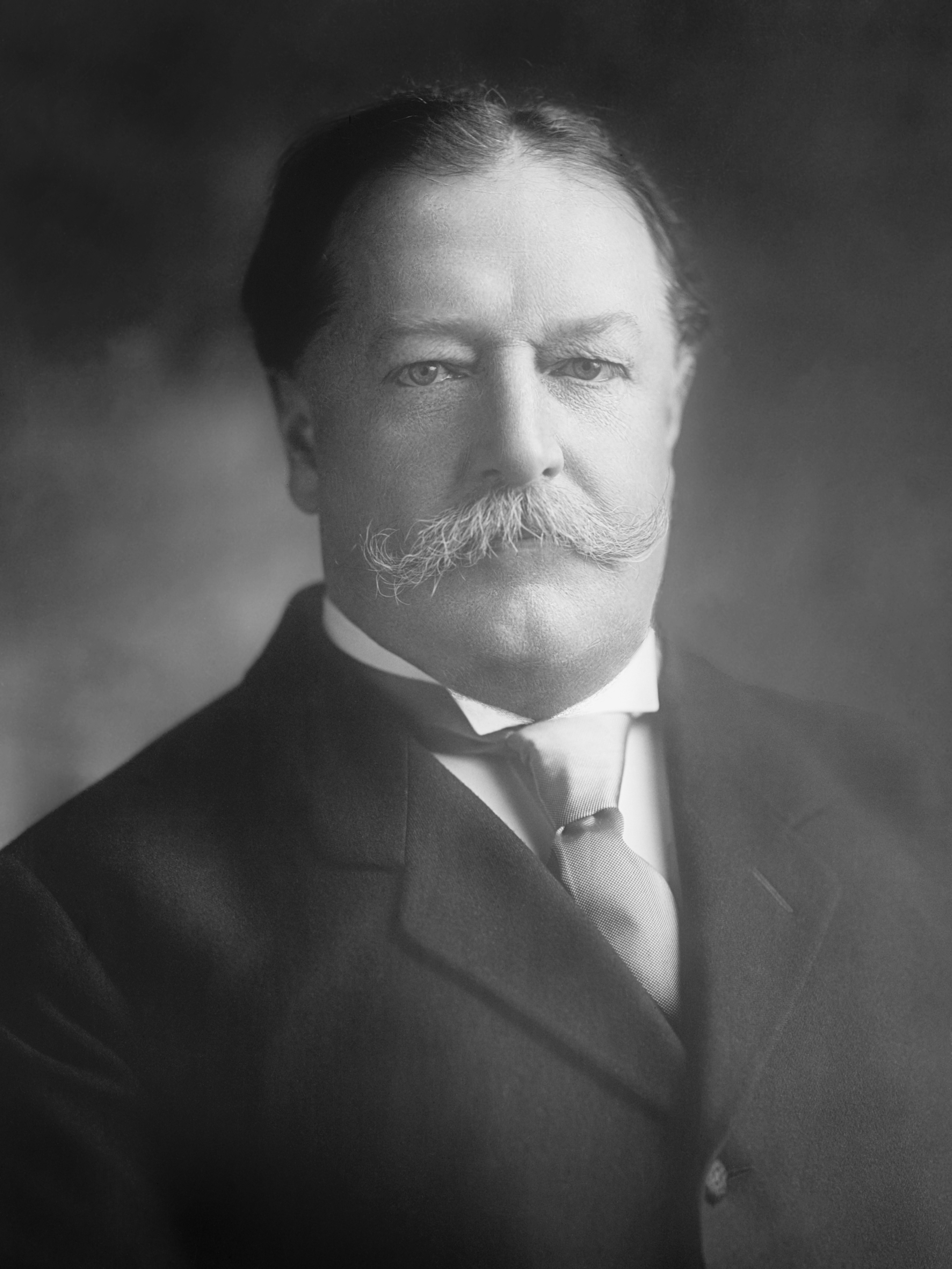
William Howard Taft, al 27-lea președinte al SUA

- 1828: Aleksandr Butlerov, chimist rus, membru al Academiei de Științe din Sankt Petersburg (d. 1886)
- 1834: Heinrich von Treitschke,  istoric, publicist politic și deputat german (d. 1896)
- 1857: William Howard Taft, politician american, al 27-lea președinte al Statelor Unite (d. 1930)
- 1867: Petr Bezruč, poet ceh (d. 1958)
- 1881: Ettore Bugatti, constructor de automobile italian (d. 1947)
- 1885: Arturo Onofri, poet italian (d. 1928)
- 1890: Agatha Christie, scriitoare britanică (d. 1976)
- 1894: Jean Renoir, regizor francez de film (d. 1979)
- 1899: Elena Lupescu, a treia soție a regelui Carol al II-lea al României (d. 1977)
- 1901: Elie Carafoli, inginer constructor de avioane român (d. 1983)
- 1904: Umberto al II-lea al Italiei (d. 1983)
- 1907: Alfred Delp, preot iezuit german, executat de regimul nazist (d. 1945)
- 1911: Emil Botta, actor și poet român (d. 1977)
- 1914: Adolfo Bioy Casares, scriitor argentinian (d. 1999)
- 1914: Jens Otto Krag, politician danez (d. 1978)

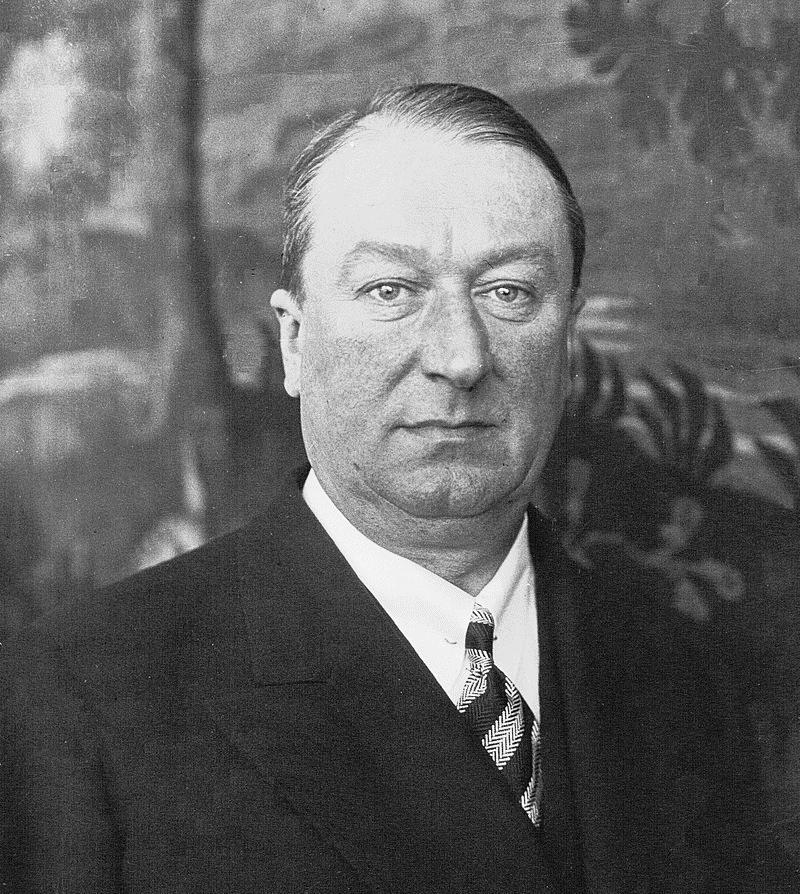
Ettore Bugatti, constructor de automobile italian
Agatha Christie, scriitoare britanică
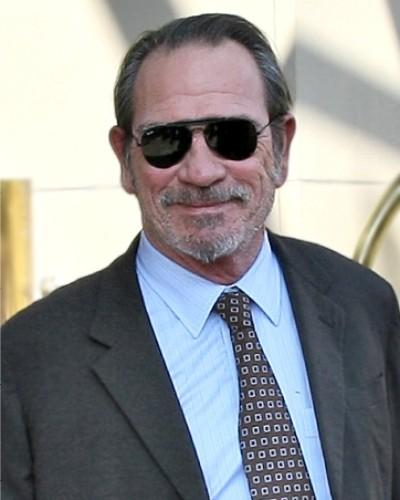
Tommy Lee Jones, actor american

- 1916: Constantin Virgil Gheorghiu, poet, romancier, jurnalist, preot și diplomat român (d. 1992)
- 1919: Fausto Coppi, ciclist italian (d. 1960)
- 1920: Răzvan Givulescu, geolog și paleobotanist român, membru de onoare al Academiei Române (d. 2007)
- 1927: Fărâmiță Lambru, lăutar român (d. 1974)
- 1928: Dumitru Bejan, om politic din România comunistă
- 1929: Murray Gell-Mann, fizician american, laureat Nobel (d. 2019)
- 1941: Luca Novac, taragotist și instrumentist român (d. 2021)
- 1941: Viktor Zubkov, politician rus, al 37-lea prim-ministru al Rusiei
- 1945: Hans-Gert Pöttering, politician german, al 23-lea președinte al Parlamentului European
- 1945: Jessye Norman, soprană americană de operă și concert (d. 2019)
- 1946: Tommy Lee Jones, actor american
- 1946: Oliver Stone, regizor, scenarist și producător american
- 1947: Adrian Ivanițchi, compozitor și cântăreț român de muzică folk și pop
- 1955: Tiberiu-Ovidiu Mușetescu, politician român (d. 2009)
- 1963: Jean-Pierre Papin, fotbalist francez
- 1964: Robert Fico, politician slovac
- 1972: Regina Letizia, soția Regelui Filip al VI-lea al Spaniei
- 1976: Alexandru Tomescu, violonist român
- 1976: Jonathan Liebesman, regizor sud-african de film

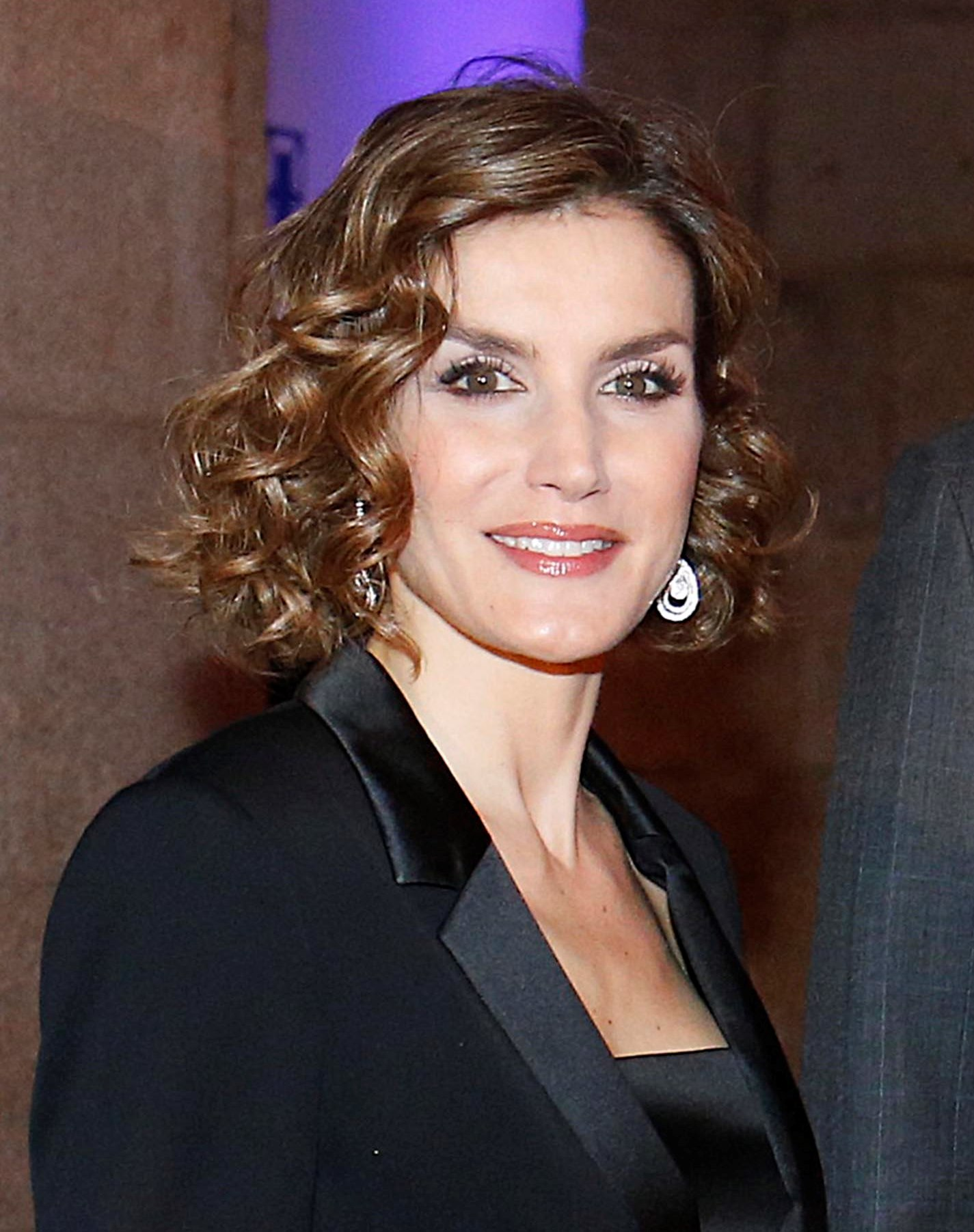
Regina Letizia a Spaniei
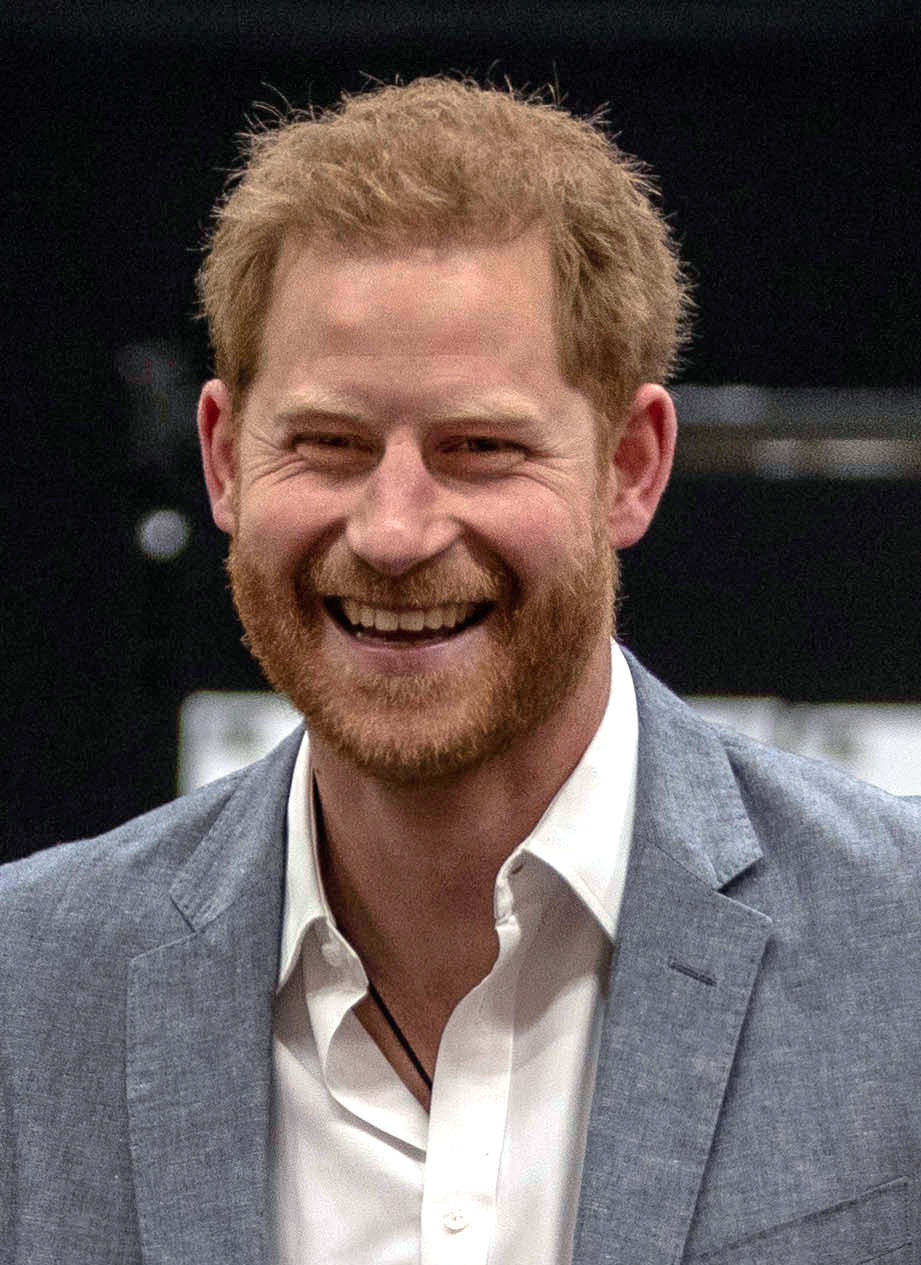
Prințul Harry, Duce de Sussex
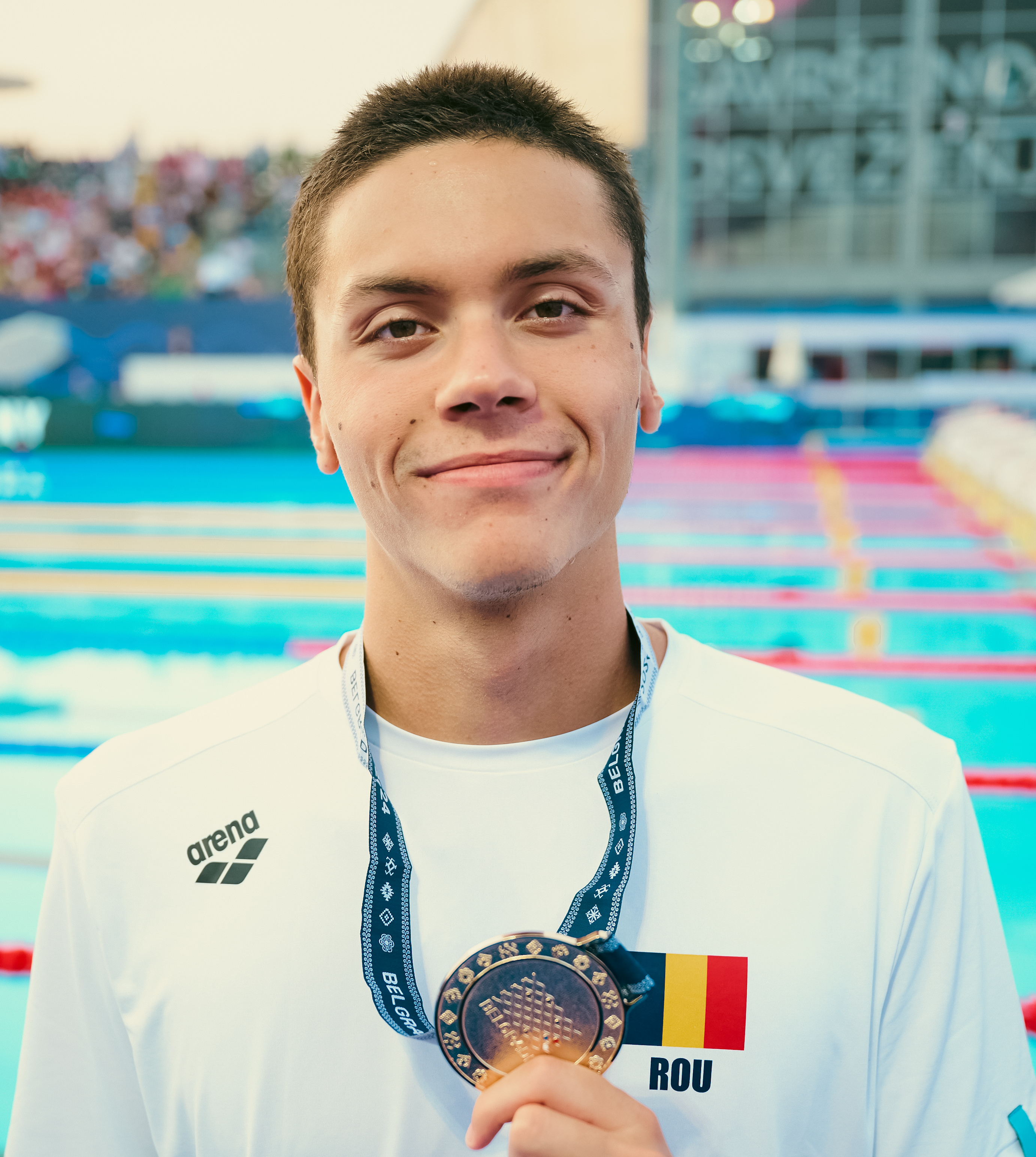
David Popovici, înotător român

- 1977: Paul Viorel Dinu, karatist român
- 1979: Ovidiu Raețchi, politician român
- 1984: Prințul Harry, Duce de Sussex, al doilea fiu al Prințului Charles de Wales
- 2004: David Popovici, înotător român

## Decese
- 0668: Constans al II-lea, împărat bizantin (n. 630)
- 1231: Ludovic I de Bavaria (n. 1173)
- 1521: Neagoe Basarab, domn al Țării Românești (1512-1521)
- 1559: Isabella Jagiello Zapolya, mama principelui transilvănean Ioan Sigismund (n. 1519)
- 1574: Margareta, Ducesă de Savoia (n. 1523)
- 1701: Edme Boursault, poet francez, prieten al lui Molière (n. 1638)
- 1749: Contesa Palatină Dorothea Sofia de Neuburg, ducesă de Parma (n. 1670)
- 1840: Maria Beatrice de Savoia, ducesă de Modena (n. 1792)
- 1858: Prințesa Margareta de Saxonia (n. 1840)
- 1859: Isambard Kingdom Brunel, inginer englez, membru al Royal Society (n. 1806)
- 1864: John Hanning Speke, explorator britanic al Africii de Est (n. 1827)
- 1885: Jumbo, elefant african (n. 1861)
- 1920: Raimundo de Madrazo y Garreta, pictor spaniol (n. 1841)
- 1922: Ștefan Hepites, fizician și meteorolog român (n. 1851)
- 1926: Rudolf Eucken, filozof german, laureat al Premiului Nobel (n. 1846)
- 1945: Anton Webern, compozitor și dirijor austriac (n. 1883)

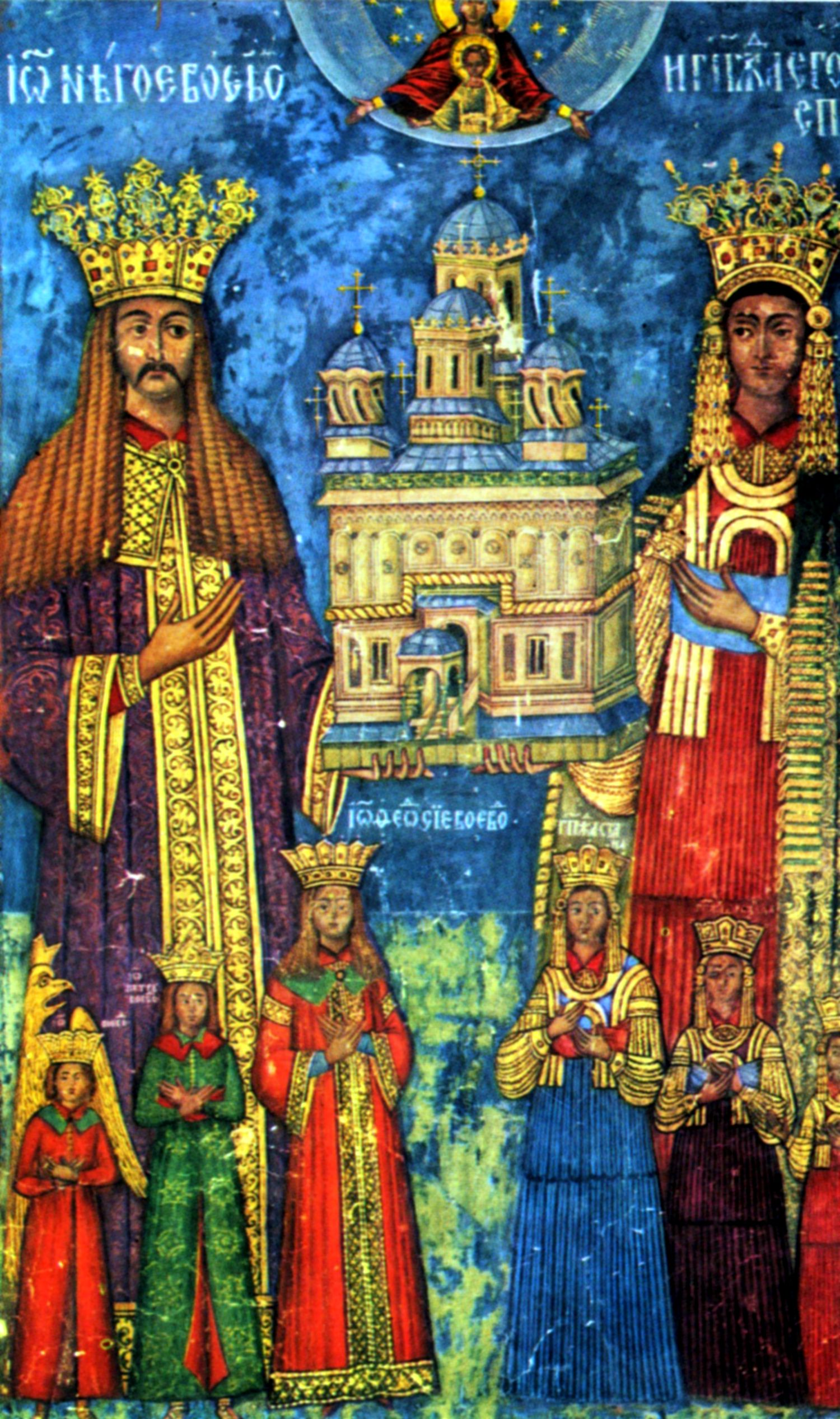
Neagoe Basarab, domn al Țării Românești
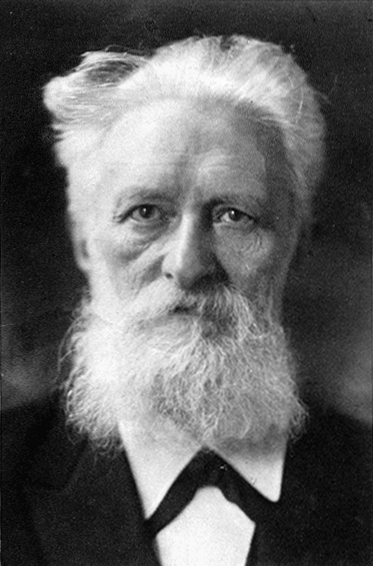
Rudolf Eucken, filosof german, laureat Nobel
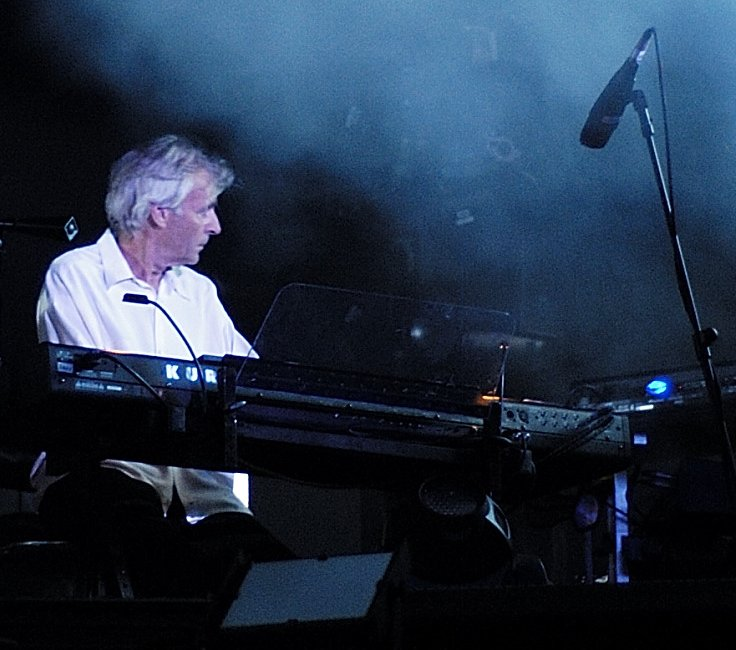
Richard Wright, muzician britanic (Pink Floyd)

- 1973: Regele Gustaf al VI-lea Adolf al Suediei (n. 1882)
- 1995: Pavel Alaszu, pictor și grafician român (n. 1942)
- 1998: Núnez Antonio Jiménez, geograf și speolog cubanez, membru de onoare (1965) al Academiei Române (n. 1923)
- 2001: Jaroslav Drobny, jucător ceh de tenis (n. 1921)
- 2008: Richard Wright, muzician britanic (Pink Floyd) (n. 1943)
- 2009: Nicu Constantin, actor român de teatru și film (n. 1939)
- 2012: Valeriu Graur, politician moldovean (n. 1940)
- 2012: Pierre Mondy, actor și regizor francez (n. 1925)
- 2014: Nicolae Romanov, Prinț al Rusiei (n. 1922)
- 2015: Dan Nasta, actor român (n. 1919)
- 2017: Violet Brown, supercentenară jamaicană, cea mai în vârstă persoană din lume în momentul morții (n. 1900)
- 2017: Mircea Ionescu-Quintus, politician român, președinte al PNL în perioada 1993-2001 (n. 1917)
- 2022: Saul Kripke, filosof și logician american (n. 1940)
- 2023: Fernando Botero, pictor și sculptor columbian (n. 1932)
- 2024: Gheorghe Mulțescu, fotbalist și antrenor de fotbal român (n. 1951)
- 2024: Valentin Samungi, handbalist român (n. 1942)
- 2024: Tito Jackson, cântăreț și chitarist american (n. 1953)

## Sărbători
- Sf. Ierarh Iosif cel Nou de la Partoș; Sf. M. Mc. Nichita Romanul (calendar ortodox)
- Maica Îndurerată (calendar romano-catolic)
- Costa Rica: Ziua națională - Proclamarea independenței (1821)
- El Salvador: Ziua națională - Proclamarea independenței (1821)
- Guatemala:  Ziua națională - Proclamarea independenței (1821)
- Honduras: Ziua națională - Proclamarea independenței (1821)
- Nicaragua: Ziua națională - Proclamarea independenței (1821)